# Thomas Villiers (1er comte de Clarendon)
Thomas Villiers, 1er comte de Clarendon (1709 - 11 décembre 1786) est un homme politique britannique et diplomate.
Il est le deuxième fils de William Villiers (2e comte de Jersey), et de son épouse Judith Herne, fille de Frederick Herne.

## Carrière politique
Il fait ses études au Collège d'Eton, puis au Queens 'College, à Cambridge. Après avoir obtenu son diplôme, il devient diplomate.
Il devient l'envoyé britannique auprès du Commonwealth polonais-lituanien et de l'électorat de Saxe de 1740 à 1747. À l'époque, les deux royaumes sont en union personnelle sous Auguste III de Pologne. Il est également envoyé à Vienne, capitale de l'Archiduché d'Autriche, comme ambassadeur à la cour de Marie-Thérèse d'Autriche de 1742 à 1743. Il est envoyé pour la dernière fois à Berlin, capitale du royaume de Prusse, en tant qu'ambassadeur à la cour de Frédéric II de Prusse de 1746 à 1748.
Il est également impliqué dans la politique intérieure en tant que membre du parti whig britannique, qui à l'époque domine le Parlement de Grande-Bretagne. Il est élu au Parlement lors des élections générales britanniques de 1747. Il siège en tant que député de Tamworth de 1747 à 1756. Il prend sa retraite de tous les postes diplomatiques à cette époque.
Il est Lord de l'Amirauté, l'un des sept membres du conseil d'administration de l'amirauté exerçant le commandement de la Royal Navy du 26 février 1748 au 17 novembre 1756. Il sert sous les ordres de Premier Lord de l'Amirauté John Montagu (4e comte de Sandwich), et George Anson, 1er baron Ansonk, tout au long de son mandat.
Le 3 juin 1756, la baronnie de Hyde tenue par les ancêtres de son épouse, les comtes de Clarendon, est rétablie. Il est élevé au rang de baron Hyde de Hindon dans le comté de Wiltshire.
Il est nommé ministre des Postes de 1763 à 1765. Le 9 septembre 1763, il est admis au Conseil privé. Il est également Chancelier du duché de Lancastre de 1771 à 1782 et de 1783 à 1786.
Le 14 juin 1776, le comté de Clarendon, qui s'est éteint avec le décès de Henry Hyde (4e comte de Clarendon) en 1753, est rétabli et il est nommé comte de Clarendon. En 1782, il est également nommé baron du royaume de Prusse, un honneur qu'il obtient avec l'autorisation royale de l'utiliser dans le royaume en Grande-Bretagne.
En septembre 1786, il retourne au poste du ministre des Postes avec Henry Carteret (1er baron Carteret). C'est sa dernière mission politique.
Il est décédé en décembre 1786, à l'âge de 77 ans. Son fils aîné Thomas lui succède au comté.

## Famille

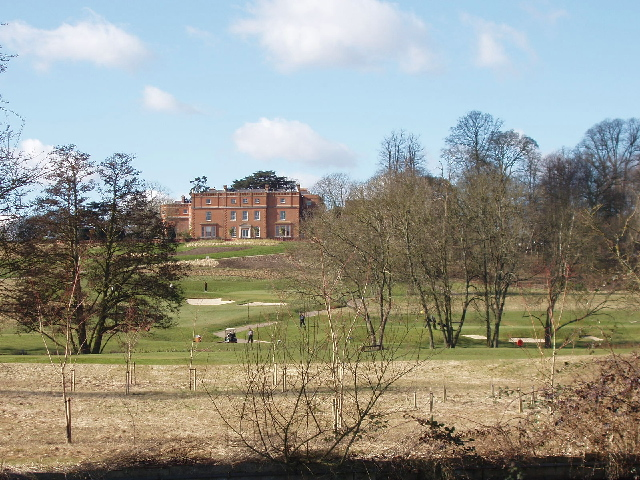
Watford. Maintenant un hôtel

Le 30 mars 1752, il épouse Charlotte Capell, fille de William Capell (3e comte d'Essex), et sa femme Jane Hyde, fille de Henry Hyde (4e comte de Clarendon) (de la création de 1661) et Jane Leveson-Gower. Ils ont quatre enfants :
- Thomas Villiers (2e comte de Clarendon) (25 décembre 1753 - 7 mars 1824).
- John Villiers (3e comte de Clarendon) (14 novembre 1757 - 22 décembre 1838).
- George Villiers (1759-1827) (23 novembre 1759 - 21 mars 1827). Père de George Villiers (4e comte de Clarendon).
- Charlotte Barbara Villiers (27 mars 1761 - 9 avril 1810).

Il achète et rénove The Grove, une maison de campagne située près de Watford, dans le Hertfordshire.